# Abuela Coca
Abuela coca es una banda uruguaya de rock alternativo fundada en el año 1992 en Montevideo. Se caracterizó por un estilo musical que fusiona diversos ritmos como el rock, reggae, rap, ska, salsa, jazz, candombe, entre otros, mezcla que la banda denomina "tuco", lo que la convirtió en un fenómeno popular que amplificó la llegada del rock uruguayo. Nació con una gran influencia de la banda francesa Mano Negra.
Fue formada principalmente por los vocalistas Alfredo "Chole" Gianotti y Gonzalo Brown, el guitarrista y tecladista Roberto Elissalde, el bajista Fernando Vera, el baterista y percusionista Eduardo Elissalde, los saxofonistas Paulo Zuloaga y Andrea Viera, entre otros.

## Historia

### Primera etapa
La banda fue formada a finales del año 1991 por Alfredo Gianotti (voz y guitarra), Fernando Rodríguez (percusión), Javier Bonga (saxo) y Omar Santiago (bajo). Esta formación inicial sufriría grandes alteraciones ya en los primeros años. La primera actuación en vivo de la banda fue a mediados del año y para ella se sumaron Eduardo Risso y Eduardo "Chancha" Elissalde. El grupo tuvo el nombre momentáneo de Los Asesinos de la Abuela Coca.
Tiempo después se unieron los músicos Eddy Porchile y Carlos Plá en lugar de Javier Bonga y Omar Santiago respectivamente, además de Martín Morón, Andrea Viera, Marcelo Terra, Paulo Zuloaga y Roberto "Palito" Elissalde.

### Debut
El año 1996 es muy importante en la historia de la banda, donde fue iniciado con un show en el Cabo Polonio junto a Las Manos de Filippi. En primavera de ese año lanzaron su primer disco Abuela Coca que contó con la colaboración de Rubén Rada. El grupo para la grabación del disco fue: Alfredo Gianotti (voz y guitarra), Carlos Pla (bajo), Eduardo Risso (teclados), Fernando Rodríguez (percusión), Eduardo Elizalde (batería), Roberto Elizalde (guitarras), Andrea Viera (saxo alto, flauta y coros), Paulo Zuluaga (saxo tenor y coros) y Martín Morón (trompeta, coros y voz).
En el año 1997 se unió Gonzalo Brown como segunda voz principal además de participar en la composición de algunas canciones. Al año siguiente publicaron su segundo disco llamado Después te explico, bajo la discográfica Sony Music (tras la recomendación de Jaime Ross), y grabado en los estudios Sondor de Montevideo y Panda y Charquito, de Buenos Aires. El mismo sería disco de oro en Uruguay, y gracias a él recibirían años más tarde, en 1999, un Premio Iris, premiación del Diario El País. Entre 1998 y 1999 realizaron una gira por el interior del país presentando su disco, pasando por la mayoría de los departamentos. Fue filmado el videoclip de la canción Asesinos son, bajo la dirección de Pablo Sobrino y Pablo Benedetto, con la idea de Diego Méndez.

### El ritmo del barrioy mercados internacionales
En el año 2000 se retiraron de la banda el percusionista Fernando "Cacho" Rodríguez y el tecladista Eduardo Risso, ingresando en su lugar Sergio Fernández. Debido a la finalización del contrato con Sony Music Argentina, deben esperar un tiempo para sacar su siguiente disco. Finalmente, en 2000 produjeron El ritmo del barrio, CD producido de forma independiente en el que la banda transforma su sonido e incorpora arreglos musicales más complejos. Fue publicado en enero del año 2001. Es considerado por sus integrantes el álbum más importante en la trayectoria de la banda.  Con este disco comienzan a entrar en los mercados de Argentina, Brasil y Europa. Entre 2001 y 2005 realizaron cuatro giras por Argentina, dos por Brasil y tres por Europa. El álbum fue editado en 2004 en Alemania por el sello Übersee Records.  El grupo también realizó giras y presentaciones en diferentes festivales alemanes. También comienza a hacerse habitual su presencia en festivales argentinos. Además, participaron del Mercado Cultural de Bahía, Brasil, un reconocido encuentro de las artes brasileras y latinoamericanas. Su participación en este mercado hizo que los curadores artísticos de uno de los festivales de World Music, el Strictly Mundial, los seleccionaran para mostrarse en Estambul. En ese tiempo se alejaron de la banda el percusionista Sergio Fernández y el bajista Carlos Plá, por lo que entran en su lugar Daniel "Tatita" Márquez y Fernando Pomo Vera respectivamente.

### Consolidación y recitales
A finales de 2005 editaron su cuarto álbum de estudio titulado El cuarto de la abuela en Europa y en Uruguay. Los integrantes en este disco son "Chole" Gianotti y Brown en voces principales, Roberto Elisalde en guitarras y teclados, Fernando Vera en bajo, Eduardo Elisalde en batería y percusión, Andrea Viera en saxo y flauta traversa, Martín Morón en trombón y Paulo Zuloaga en saxos tenor y soprano.[cita requerida] Este disco fue producido por Roberto Elisalde y tiene un sonido más roquero que los anteriores.
En 2007 realizaron su tercera gira europea, recorriendo Alemania, Suiza, Bélgica, Eslovaquia, República Checa e Italia. En diciembre de 2007 produjeron su quinto disco por Koala Records, Asesinos son grabado del recital festejo brindado por los 15 años de la banda el 20 y 21 de septiembre del mismo año. En 2009 se publicó un DVD de ese toque festejo. En el año 2008 realizaron su cuarta gira europea. Durante 2009 se alejaron de las actuaciones en vivo y comenzaron con la grabación de su sexto disco bajo la producción artística de Francisco Fattoruso. En 2010 lanzaron el álbum con el título de «Vos». En el mismo se incorporó a la banda Ignacio Algorta. Ese mismo año realizan su quinta gira europea, con 21 recitales.

### Recopilaciones y últimos años
A comienzos de 2012 lanzaron el disco titulado 20 años, con una recopilación de temas de toda su trayectoria. También se realizó la reedición de su tercer álbum de estudio, El ritmo del barrio. Por el festejo de los veinte años de historia del grupo musical realizaron una gira por todo Uruguay que culminó en septiembre del mismo año en Montevideo.
En 2013 realizaron una gira por Cuba y tocaron en dos festivales en Brasil. También realizaron recitales en su país, destacándose uno en el que participaron junto a BNegão y otro junto a Tabaré Cardozo. En 2014 realizaron dos recitales consecutivos en Bluzz Live, repasando toda su trayectoria. Coincidiendo con esas presentaciones se lanzó Rock mestizo, en el cual la banda se une con diversos artistas para realizar una versión de su canción Ta Salao.
En agosto de 2015 actuaron junto a Milongas extremas en la cuarta edición de la "Fiesta Clandestina" en el Museo del Carnaval. Presentaron allí su sencillo Patotero.
En el 2018 fue lanzado 25 años, su tercer álbum de recopilaciones de presentaciones en conciertos en vivo, octavo general, bajo el sello discográfico de Montevideo Music Group.

### Separación de la banda
En el mes de noviembre del año 2018, unos días luego del lanzamiento de su último álbum en vivo y tras veintiséis años de trayectoria, la banda anunció su separación. El 22 y 23 de diciembre del mismo año realizaron dos conciertos de despedida en la Sala del Museo del Carnaval. En los shows fueron invitados músicos de Cuatro Pesos de Propina y de Once Tiros, entre otras bandas de rock uruguayo.
Luego de la finalización de la banda, algunos miembros siguieron sus carreras de manera solista, tal como Alfredo Gianotti con el nombre artístico de Chole, quien ya había publicado su primer álbum de estudio de su carrera solista en el año 2015.

## Miembros
- Chole Gianotti - voz (1991-2018)
- Eduardo "Chancha" Elissalde - batería y percusión (1992-2018)
- Martín Morón - trompeta y trombón (1994-2018)
- Andrea Viera - saxo y flauta (1994-2018)
- Marcelo Terra - saxo (1994-2000)
- Paulo Zuloaga - saxo (1995-2018)
- Roberto "Palito" Elissalde - guitarra y teclado (1995-2018)
- Gonzalo Brown - voz (1997-2018)
- Fernando Vera - bajo (2003-2018)
- Federico Blois -  percusión (2016-2018)

### Miembros anteriores
- Fernando "Cacho" Rodríguez - percusión (1991-2000)
- Omar Santiago - bajo (1991-1994)
- Javier Bonga - saxo y trompeta (1991-1995)
- Eduardo Risso - teclado (1992-2000)
- Eddy Porchile - saxo (1993-1994)
- Carlos Plá - bajo (1994-2003)
- Sergio Fernández - percusión (2000-2002)
- Daniel "Tatita" Márquez - percusión (2002-2016)
- Ignacio "Nacho" Algorta - teclado (2010-2016)

## Discografía
- Abuela Coca (Perro Andaluz, 1996)
- Después te explico (Sony Music Argentina, 1998)
- El ritmo del barrio (Independiente, 2001)
- El cuarto de la abuela (Cíclope, 2005)
- Asesinosson (Koala Records, 2007)
- Vos (Montevideo Music Group, 2010)
- 20 Años (Montevideo Music Group, 2012)
- 25 Años (Montevideo Music Group, 2018)